# 2008年のバレーボール
< 2008年 | 2008年のスポーツ
2008年のバレーボール（2008ねんのバレーボール）では、2008年（平成20年）のバレーボール関連の出来事をまとめる。

## できごと
- 翌年度からのFIVBルールの改定案がまとまる（ネットタッチとパッシングザセンターラインの緩和と、1チーム最大限14人・2名までリベロの登録が可能に）。

### 1月
- 6日 - 黒鷲旗全日本男女選抜バレーボール大会から衣替えした平成19年度天皇杯・皇后杯全日本バレーボール選手権大会男女決勝がとどろきアリーナで開催され、男子はJTサンダーズ、女子は東レ・アローズが初優勝[1]。

### 3月
- 14日 - 国際バレーボール連盟が各国リーグのバレーボールクラブにおける外国人選手枠の新ルールを発表[2][3]。
- 30日 - 欧州チャンピオンズリーグ男子でロシアのディナモ・カザンが初優勝[4]。

### 4月
- 5日 - Vプレミアリーグ男子決勝でパナソニック・パンサーズが初優勝[5]。
- 6日 - Vプレミアリーグ女子決勝で東レ・アローズが初優勝[5]。
- 6日 - 欧州チャンピオンズリーグ女子でイタリアのコルッシ・ペルージャが2年ぶりの優勝[6]。
- 9日 - 2008年度全日本男子代表登録メンバー22名が発表[7]。
- 15日 - 元全日本代表で1992年バルセロナオリンピックに出場した大分三好ヴァイセアドラー所属の南克幸が現役引退を発表[8]。
- 17日 - 元バレー女子全日本の横山友美佳が、横紋筋肉腫のため死去（享年21）[9]。

### 5月
- 14日 - ルーベン・アコスタが6月にドバイで行われる国際バレーボール連盟の総会でFIVB会長を退任する意向を表明[10]。
- 15日 - NECブルーロケッツが元全日本代表・細川延由ら4名の現役引退を発表[11]。
- 23日 - 北京オリンピックバレーボール世界最終予選女子大会で全日本女子が韓国を3-1で下し5勝目を挙げ4位以内が確定。2大会連続10回目のオリンピック出場権を獲得[12]。
- 26日 - NECレッドロケッツが元全日本代表・大貫美奈子ら4名の現役引退を発表[13]。
- 30日 - 元全日本代表の菅山かおる（JTマーヴェラス）が現役引退を表明[14]。
- 31日 - 北京オリンピックバレーボール世界最終予選男子大会でイタリア男子が後がない第4セット17-24から日本に逆転勝ち。第5セットも制して試合にも勝利した[15]。

### 6月
- 3日 - JTサンダーズが元全日本代表・平野信孝ら2名の現役引退を発表[16]。
- 4日 - 元ポーランド女子代表・アガタ・ムロズが白血病骨髄移植手術の感染症で死去[17]。
- 7日 - 東京体育館で開催された北京オリンピックバレーボール世界最終予選兼アジア地区予選男子東京ラウンドで、全日本男子がアルゼンチン代表を3-2で下してアジア1位を決め、1992年のバルセロナ五輪以来4大会16年ぶりとなるオリンピック出場権を獲得[18]。決定の瞬間におけるコートに這い蹲って倒れる植田辰哉監督の姿が話題となった[19]。
- 7日 - 女子アジアクラブ選手権で中国の天津ブリヂストンが2年ぶりの優勝。日本の東レ・アローズは3位[20]。
- 15日 - 国際バレーボール連盟の総会で1チームの登録人数を14名、リベロを2名とするルール改定案が提出[21]。
- 17日 - ルーベン・アコスタが北京オリンピック終了後の8月24日にFIVB会長を退任することを正式に表明[22]。
- 25日 - ミカサ社とクラレ社が共同開発した北京五輪公式球「MIKASA MVA200」[23]（使用パネル枚数が18枚から8枚に）が都内で公開された[24]。

### 7月
- 13日 - 日本・横浜で開催された第16回ワールドグランプリでブラジルが2大会ぶりの優勝[25]。日本は6位。
- 22日 - 男子アジアクラブ選手権でイランのペイカン・テヘランVCが3連覇[26]。日本のサントリーサンバーズは3位[27]。
- 24日 - 全日本代表で東レ・アローズ所属の荒木絵里香がイタリア・セリエAのバレー・ベルガモへレンタル移籍を発表[28][29]。
- 27日 - ブラジル・リオデジャネイロで開催された第19回ワールドリーグでアメリカが初優勝[30]。日本は6位。

### 8月
- 9日 - 北京オリンピック開幕。日本は男子バレーボールが1次リーグ5戦全敗で敗退し11位[31]、女子は1次リーグ2勝3敗で決勝リーグへ進出し5位[32]。男子ビーチバレーの朝日健太郎・白鳥勝浩組は決勝トーナメントへ進出し9位[33]、女子の佐伯美香・楠原千秋組は予選で敗退し19位[34]。
- 21日 - 国際オリンピック委員会（IOC）アスリート委員選挙の投票結果が発表され、キューバ女子代表で2000年シドニーオリンピック金メダリストのユミルカ・ルイスが委員に選出[35]。
- 21日 - 北京オリンピック女子ビーチバレー決勝が行われ、アメリカのミスティ・メイトレーナー・ケリー・ウォルシュ組が2004年アテネオリンピックに続き2大会連続金メダルを獲得[36]。
- 22日 - 北京オリンピック男子ビーチバレー決勝が行われ、アメリカのフィル・ダルハウザー・トッド・ロジャース組が初の金メダルを獲得[37]。
- 23日 - 北京オリンピック女子バレーボール決勝が行われ、ブラジルがアメリカを降し初の金メダルを獲得。3位決定戦は中国が勝利し銅メダルを獲得した[38]。
- 24日 - 北京オリンピック男子バレーボール決勝が行われ、アメリカがブラジルを降し1988年ソウルオリンピック以来5大会ぶり3回目の金メダルを獲得。3位決定戦はロシアが勝利し銅メダルを獲得した[39]。
- 24日 - 中国人の魏記中第一副会長がFIVB会長に就任。

### 9月
- 8日 - 2014年男子世界選手権の開催国がポーランドに決定[40]。
- 18日 - 全日本代表で東レ・アローズ所属の齋藤信治が北京オリンピック出場をもって現役引退と発表された[41][42]。
- 21日 - Vサマーリーグ決勝で男子はJTサンダーズ、女子は武富士バンブーが優勝[43]。
- 26日 - タイ・ナコンラチャシマで開催された第1回男子アジアカップでイランが初優勝。日本は4位[44]。

### 10月
- 4日 - NHKで単発ドラマ「ママさんバレーでつかまえて」が放送（翌2009年に連続ドラマ化）。
- 7日 - タイ・ナコンラチャシマで開催された第1回女子アジアカップで中国が初優勝。日本は4位[45]。
- 23日 - アメリカ・マサチューセッツ州でバレーボール殿堂記念式典が行われ、元全日本代表で1964年東京オリンピック金メダリストの河西昌枝、元イタリア代表で5大会連続オリンピック出場を果たしたアンドレア・ジャーニら6名が殿堂入りを果たした[46]。
- 23日 - 全日本代表で北京オリンピックに出場した堺ブレイザーズ所属の朝長孝介が現役引退を発表[47]。

### 12月
- 5日 - 全日本男子監督に植田辰哉が再任、全日本女子監督は柳本晶一の後任に眞鍋政義が就任した[48]。
- 7日 - 全日本インカレで男子は日本体育大学が2年連続6回目、女子は青山学院大学が2年ぶり4回目の優勝[49]。

## 国際大会
- 北京オリンピック
  - 男子決勝  アメリカ合衆国 3-1  ブラジル
    - 5大会ぶり3回目

  - 女子決勝  アメリカ合衆国 1-3  ブラジル
    - 初優勝
- ワールドリーグ
  - 決勝  セルビア 1-3  アメリカ合衆国
    - 初優勝
- ワールドグランプリ
  - 優勝  ブラジル（5勝0敗）
    - 2大会ぶり7回目
- アジアカップ
  - 男子決勝  韓国 2-3  イラン
    - 初優勝

  - 女子決勝  韓国 0-3  中国
    - 初優勝
- 欧州チャンピオンズリーグ
  - 男子決勝  ディナモ・カザン 3-2  コプラ・ピアチェンツァ
    - 初優勝

  - 女子決勝  ザレチエ・オジンツォボ 1-3  コルッシ・ペルージャ
    - 2年ぶり2回目
- AVCアジアクラブ選手権
  - 男子決勝  アルマトイ 1-3  ペイカン・テヘランVC
    - 3年連続4回目

  - 女子決勝  天津ブリヂストン 3-2  サン・ソン
    - 2年ぶり3回目

## 国内大会

### 日本
- 平成19年度天皇杯・皇后杯全日本選手権
  - 男子決勝 JTサンダーズ 3-2 堺ブレイザーズ
    - （3年ぶり3回目の優勝、前身の黒鷲旗全日本選抜を含む）

  - 女子決勝 東レ・アローズ 3-0 久光製薬スプリングス
    - （3年ぶり3回目の優勝、同）

- 2007/08プレミアリーグ
  - 男子決勝 パナソニック・パンサーズ 3-1 東レ・アローズ
    - 日本リーグ時代の1971年度以来36年ぶり2回目の優勝

  - 女子決勝 東レ・アローズ 3-1 デンソー・エアリービーズ
    - 初優勝

- 2007/08チャレンジリーグ
  - 男子優勝 FC東京
  - 女子優勝 健祥会レッドハーツ

- 第57回黒鷲旗全日本選抜
  - 男子決勝 パナソニックパンサーズ 3-2 NECブルーロケッツ（10年ぶり8回目）
  - 女子決勝 デンソー・エアリービーズ 3-0 JTマーヴェラス（初優勝）

- 第39回全国高校選抜（3月20日～26日・代々木第一体育館）
  - 男子決勝 東亜学園高等学校（前回優勝枠、東京）3-2 星城高等学校(愛知）
    - （2年連続3回目の優勝、36、37回大会の深谷に続き５校目の連覇）

  - 女子決勝 東九州龍谷高等学校（大分）3-0 古川学園高等学校(宮城）
    - （2年ぶり3回目の優勝、前身の扇城時代を含む）

- 高校総体（埼玉県で実施）
  - 男子 星城（愛知）
  - 女子 東九州龍谷高等学校（大分）

### 韓国
- 韓国Vリーグ2007-2008
  - 男子
    - 優勝：三星火災ブルーファングス

  - 女子
    - 優勝：GSカルテックス

## 死去
- 4月17日 - 横山友美佳 （21）（元 日本代表、 中国生まれ→ 日本国籍）
- 6月4日 - アガタ・ムロズ （26）（元 ポーランド代表）
- 8月12日 - 朝野久美 （21）
- 10月31日 - 村井勉 （90）